# Alepia falcata
Alepia falcata är en tvåvingeart som beskrevs av Quate och Brown 2004. Alepia falcata ingår i släktet Alepia och familjen fjärilsmyggor.
Artens utbredningsområde är Surinam. Inga underarter finns listade i Catalogue of Life.